# Rhaconotus costaricensis
Rhaconotus costaricensis är en stekelart som beskrevs av Marsh 2002. Rhaconotus costaricensis ingår i släktet Rhaconotus och familjen bracksteklar. Inga underarter finns listade i Catalogue of Life.